# Lac de Rieg
Pour les articles homonymes, voir Riegsee.
Le lac de Rieg, ou Riegsee en allemand, est un lac de Bavière, en Allemagne. Il est situé dans l'arrondissement de Garmisch-Partenkirchen, en Haute-Bavière, au nord-est de Murnau.